# Śpiąca królewna (balet)

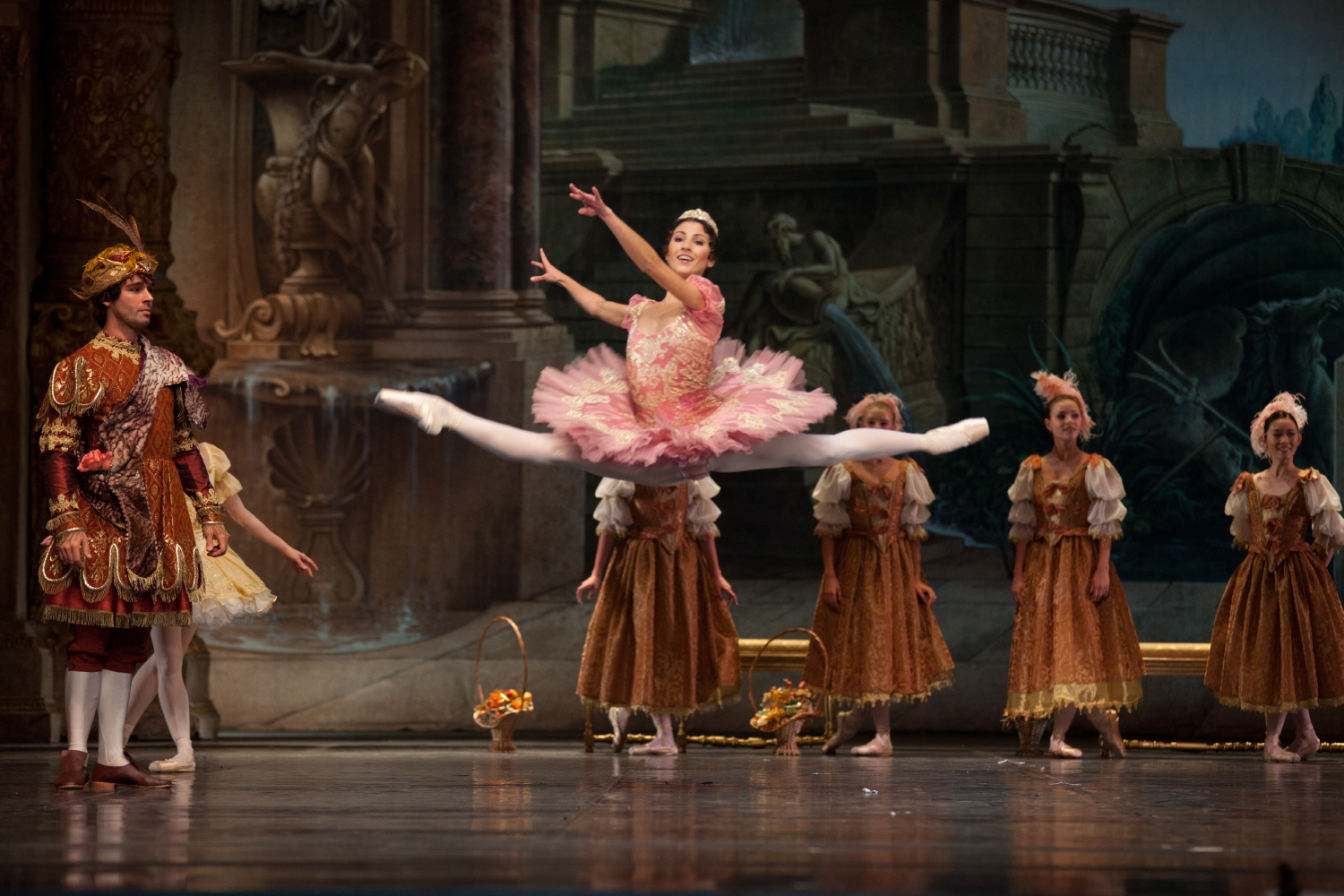
Śpiąca królewna w choreografii Jurija Grigorowicza wg Mariusa Petipy: Maria Żuk jako Księżniczka Aurora i Polski Balet Narodowy, Warszawa

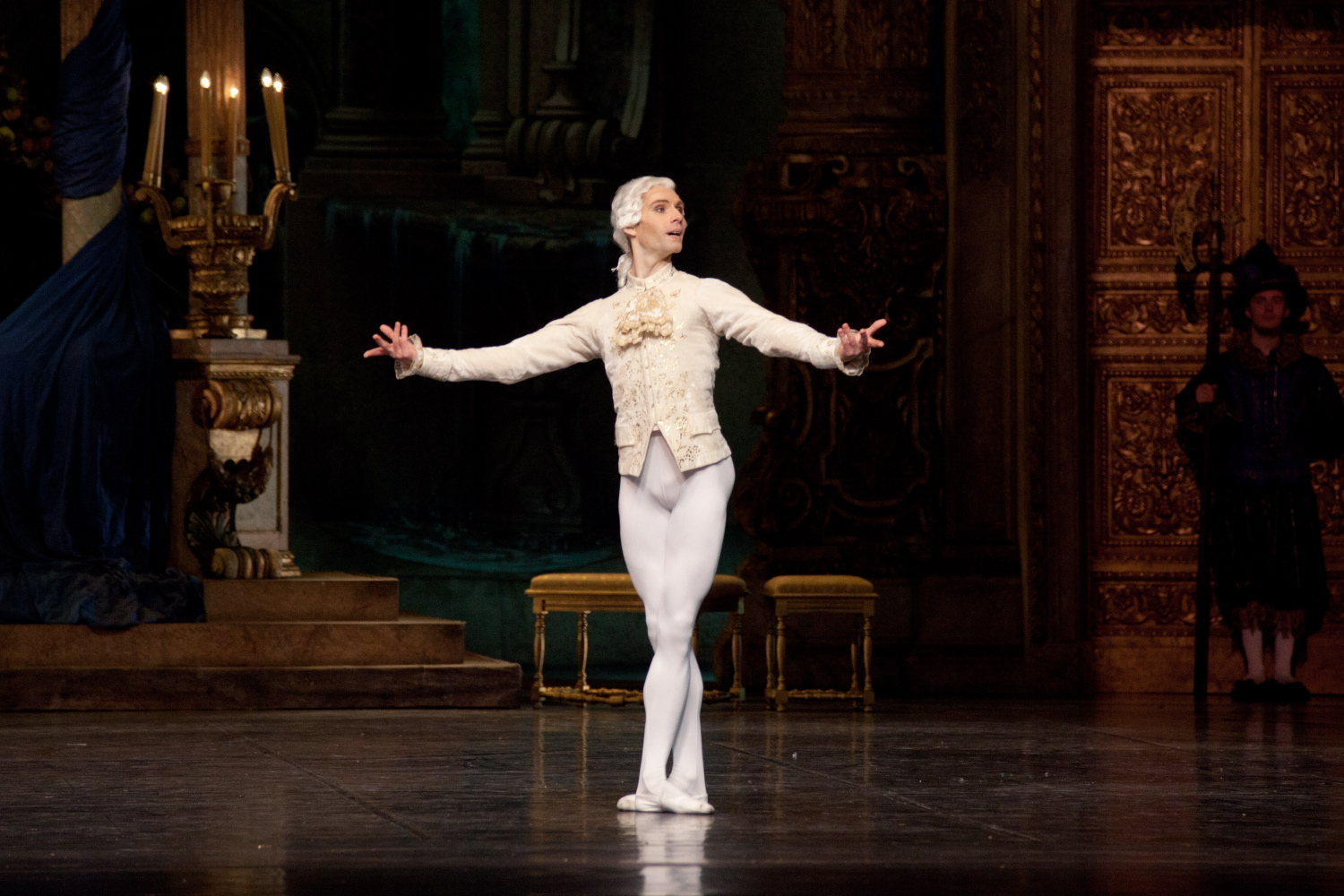
Vladimir Yaroshenko jako Książę Désiré w Śpiącej królewnie w choreografii Jurija Grigorowicza wg Mariusa Petipy, Polski Balet Narodowy, Warszawa

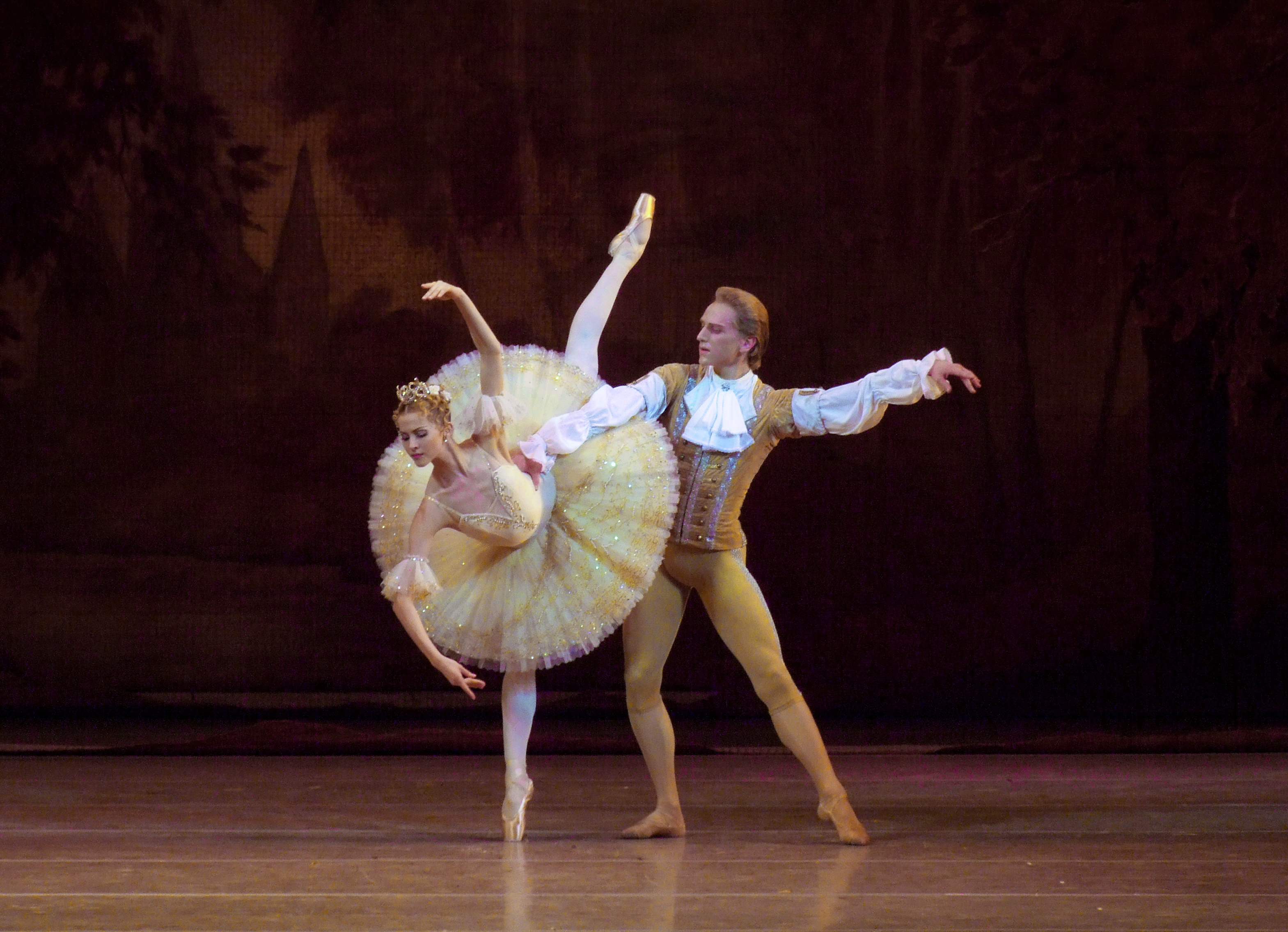
Alina Somova (Księżniczka Aurora) i David Hallberg (Książę Désiré) w Śpiącej królewnie w choreografii wg Mariusa Petipy, Teatr Maryjski, Sankt Petersburg

Śpiąca królewna (ros. Спящая красавица) – balet-feeria w trzech aktach, pięciu obrazach z prologiem i apoteozą. 
- Libretto: Iwan Wsiewołożski i Marius Petipa według baśni Charles’a Perraulta
- Muzyka: Piotr Czajkowski
- Choreografia: Marius Petipa,
- Dekoracje: Heinrich Levogt, Iwan Andriejew, Konstantin Iwanow, Matwiej Szyszkow, Michaił Boczarow
- Kostiumy: Iwan Wsiewołożski

Prapremiera: 3 stycznia 1890, Teatr Maryjski, Sankt Petersburg
Premiera polska: 29 lipca 1956, Opera im. Stanisława Moniuszki, Poznań

## Postacie
- Księżniczka Aurora
- Książę Désiré
- Wróżka Bzu
- Zła Wróżka Carabosse
- Król Florestan XXIV, ojciec Aurory
- Królowa, matka Aurory
- Galifron, opiekun księcia Désiré
- Cantalabutte, mistrz ceremonii
- Czterej Książęta, pretendenci do ręki Aurory
- Pięć Dobrych Wróżek
- Cztery Wróżki Drogich Kamieni: Złota, Srebra, Szafirów i Brylantów
- Błękitny Ptak
- Księżniczka Florina
- i inni[1]

## Historia
„Śpiąca królewna” była pierwszym baletem, jaki powstał w ścisłej współpracy Piotra Czajkowskiego z choreografem baletu petersburskiego Mariusem Petipą. Dyrektor Teatru Maryjskiego Iwan Wsiewołożski wraz z choreografem wybrał na temat wielkiego baletu-feerii motyw z francuskiej baśni o królewnie uśpionej na sto lat, którą zbudzić może tylko pocałunek zakochanego księcia. Nie była to zresztą pierwsza próba baletowego opracowania bajki Charles’a Perraulta. W 1829 roku na deskach Opery Paryskiej pojawił się balet pantomima „La Belle au bois dormant” (Piękna śpiąca) w choreografii Jeana Aumera do muzyki Ferdinanda-Louisa Hérolda. W przeciwieństwie jednak do francuskiego spektaklu o charakterze farsowym petersburska „Śpiąca królewna” miała być opowieścią bardzo poetycką. Autorzy libretta (Wsiewołożski i Petipa) założyli, że balet będzie pretekstem do pokazania pięknych obrazów tanecznych oraz prezentacji umiejętności licznego zespołu Teatru Maryjskiego. Akcję zawężono do pierwszej części baśni Perraulta, w której księżniczka przychodzi na świat, wskutek złego czaru zasypia na sto lat wraz z całym dworem, a później zostaje obudzona przez pocałunek księcia, który pojmuje ją za żonę. Czerpiąc z innych baśni francuskiego pisarza, dodano postać dobrej Wróżki Bzu, która jest duchem opiekuńczym królewny od narodzin do ślubu z księciem, a nawet w pewien sposób kieruje losami bohaterów.
Muzykę zamówiono u Piotra Czajkowskiego, który w tym czasie miał już na koncie partyturę do „Jeziora łabędziego”. W przypadku „Śpiącej królewny” Czajkowski pracował nieco inaczej niż to było z jego pierwszym baletem. Tu „muzyczny akompaniament” – jak wtedy traktowano muzykę baletową – dyktował choreograf, czyli Petipa. To on miał dokładnie ułożony plan tańców, jakie chce zaprezentować w każdym akcie, ile powinny trwać, jakie powinny mieć tempo i charakter. Pod takim dyktatem Piotr Czajkowski pracował bardzo sprawnie, i choć pod względem artyzmu oraz inwencji muzyka do „Śpiącej królewny” stoi niżej zarówno od „Jeziora łabędziego”, jak i późniejszego „Dziadka do orzechów”, to jest bardzo udaną partyturą baletową, spełniającą założenia grand ballet. Czajkowski wprowadził tu także kilka nowinek, jak wielki trzyczęściowy walc w pierwszym akcie czy różne zabiegi instrumentacyjne dla nadania muzycznej charakterystyki baśniowym postaciom – na przykład wróżki klejnotów mają za towarzyszenie dzwoneczki i czelestę, a muzyka w duecie kotów naśladuje miauczenie i klapnięcia łapą.
„Śpiąca królewna” jest baletem charakterystycznym dla swej epoki i gustów carskiego dworu i arystokratycznej baletowej publiczności Petersburga. Właściwa akcja jest nieskomplikowana i rozgrywa się zasadniczo w prologu i pierwszym akcie. Akt drugi został w zasadzie poświęcony tanecznemu popisowi i tylko odczarowanie królewny przez księcia stanowi zamknięcie dramaturgiczne akcji. Cały trzeci akt to popisowe baletowe divertissement, dla którego pretekstem jest wesele królewny i księcia. Z tej okazji do pałacu zostają zaproszone postaci z innych bajek, co daje możliwość prezentacji tańców solowych (wariacji) i duetów (pas de deux) o zróżnicowanym charakterze, podobnie jak w prologu służą temu tańce wróżek składających swoje dary małej królewnie.
Balet ten wymaga ogromnego nakładu środków i wielkiego zespołu wykonawców, a od samych tancerzy doskonałego opanowania sztuki tańca klasycznego. Petipa miał w Petersburgu do dyspozycji wielki zespół z licznymi solistami i dla takiego zespołu ułożył swoją choreografię. Aby dobrze obsadzić wszystkie role kobiece, potrzeba kilkunastu solistek. Szczególne trudności twórca postawił przed odtwórczynią roli królewny Aurory – powszechnie ta partia jest uważana za bardzo trudną technicznie i kondycyjnie. Nie mniej popisowe są role męskie – księcia i Błękitnego Ptaka, ten ostatni tańczy wprawdzie tylko pas de deux w trzecim akcie, ale jest ono wyjątkowo trudne.

## Treść
Akcja baletu rozgrywa się w XVII wieku.

### Prolog
W pałacu królewskim trwają przygotowania do uroczystości chrzcin królewny Aurory. Mistrz ceremonii Catalabutte jeszcze raz sprawdza listę zaproszonych gości i zapewnia króla Florestana, że o nikim nie zapomniał. Piastunki wnoszą kołyskę z uśpionym dzieckiem. Z okazji chrzcin dobre wróżki zaproszone na tę uroczystość obdarzają królewnę swymi podarunkami – różnymi zaletami. Jedna ofiarowuje małej wesołość, inna delikatność, wdzięk, jeszcze inna szczodrość (wariacje sześciu wróżek). Gdy najważniejsza z nich, Wróżka Bzu, ma złożyć swój dar, pojawia się zła Wróżka Carabosse rozzłoszczona, że nie zaproszono jej na uroczystość. Okazuje się, że Catalabutte zapomniał umieścić ją na liście gości. Zła wróżka rzuca swój czar – królewna, gdy osiągnie pełnoletniość, ukłuje się wrzecionem w palec i umrze. Przerażeni król i królowa błagają Carabosse o litość, ale wróżka jest niewzruszona. Tymczasem Wróżka Bzu uspokaja rodziców królewny. Nie złożyła dotychczas swego daru, więc zrobi to teraz. Dzięki jej czarowi królewna po ukłuciu nie umrze, tylko zaśnie, a ze snu zbudzi ją pocałunkiem piękny książę.

### Akt I
Minęło osiemnaście lat i właśnie królewna Aurora ma świętować swe urodziny. W całym królestwie wydano zakaz używania wrzeciona, ale niektóre kobiety łamią to prawo. Gdy Catalabutte znajduje u nich zakazane przedmioty, rozkazuje je aresztować. Goście schodzą się na bal z okazji urodzin królewny. Pojawiają się czterej książęta, będący pretendentami do ręki Aurory. Dwórki i dworacy tańczą pięknego walca z girlandami kwiatów. Król i królowa oczekują nadejścia córki, wreszcie zjawia się urocza i wesoła Aurora. Królewna na prośbę matki tańczy z kawalerami (adagio z czterema książętami) oraz popisuje się tańcem w wariacji i kodzie, jednak nie wybiera żadnego z nich, gdyż nie myśli jeszcze o miłości i małżeństwie. Nie wiadomo skąd pojawia się przygarbiona staruszka z prezentem dla królewny. To wrzeciono. Nigdy niewidziany błyszczący przedmiot fascynuje Aurorę, zaczyna z nim tańczyć coraz szybciej i szybciej, aż przez nieuwagę kłuje się nim w palec. Szybko traci siły i omdlewa. Zła wróżka Carabosse, bo to ona przybyła na bal w przebraniu staruszki, triumfuje. Czterej kawalerowie rzucają się na nią ze szpadami, ale wróżka znika. Cały dwór powoli usypia, roztacza nad nim opiekę Wróżka Bzu.

### Akt II
Obraz 1
Minęło już prawie sto lat, odkąd królewna Aurora zapadła w czarodziejski sen. Niedaleko zamku, w którym śpi porośniętym teraz szczelnie krzewami róż, poluje młody książę. Dla jego rozrywki towarzystwo arystokratów tańczy na leśnej polanie, sprowadzają także wieśniaków, by wykonali farandolę (skoczny taniec ludowy). Książę jest jednak zamyślony, oddala swych towarzyszy, nawet opiekuna Galifrona. Wtedy przed księciem pojawia się Wróżka Bzu. Roztacza przed młodzieńcem wizję pięknej królewny, która tańczy w otoczeniu driad. Książę zakochuje się w nieznajomej od pierwszego wejrzenia i prosi wróżkę, by zaprowadziła go do śpiącej królewny.
Obraz 2
Książę i Wróżka Bzu płyną łodzią do zamku króla Florestana. Przed ich oczyma przesuwają się dzikie krajobrazy. Docierają do wrót zamku, które ustępują przed czarami dobrej wróżki. Zła wróżka Carabosse jest bezsilna. Jej czar przestaje działać.
Obraz 3
Sala w zamku. Na łożu spoczywa uśpiona Aurora, dookoła śpią, stojąc lub siedząc, dworzanie i dwórki oraz król i królowa. Książę zbliża się do łoża i składa pocałunek na wargach królewny. Przepowiednia się spełnia. Aurora budzi się, a wraz z nią cały dwór. Wita się z radością z matką i ojcem, a potem dziękuje księciu za wyzwolenie spod czaru. Książę prosi króla i królową o rękę Aurory.

### Akt III
Uroczystość zaślubin królewny Aurory i księcia. W uroczystym pochodzie w rytmie marsza pojawiają się goście weselni. Są to postaci z innych baśni. Na początku tańczą dwórki i dworacy (pas de quatre – zastępujące tradycyjny taniec wróżek klejnotów), a potem bajkowi bohaterowie. Następnie pojawiają się królewna Aurora z narzeczonym. I oni wykonują popisowy taniec wyrażający ich miłość i radość (pas de deux, wariacje i koda). Bal kończy ogólny mazurek, po którym następuje apoteoza – król i królowa błogosławią młodej parze, a nad wszystkimi zebranymi unosi się dobra Wróżka Bzu.